# Shinnosuke Ishikawa
Shinnosuke Ishikawa –en japonés, 石川愼之助, Ishikawa Shinnosuke– (8 de diciembre de 2000) es un deportista de Japón que compite en natación. Ganó una medalla de bronce en los Juegos Olímpicos de la Juventud de 2018, en la prueba de 4 × 100 m estilos mixto.